# Sam Pivnik
Sam Pivnik (né Szmuel Piwnik ; 1er septembre 1926 à Będzin - 30 août 2017 à Londres) est un survivant de l'Holocauste, auteur et mémorialiste. Il était le deuxième fils de Lejbus Pewnik, un tailleur, et de Fajgla Pewnik. En tant que famille juive, les Pivnik ont été forcés de vivre dans le ghetto de Kamionka à Będzin à partir du début de 1943, et le 6 août 1943, la famille a été déportée à Auschwitz II-Birkenau. Ses parents, sa jeune sœur Chana et ses jeunes frères Meir, Wolf et Josef, ont été assassinés à leur arrivée. Sa sœur aînée Hendla a survécu pendant une brève période avant d'être envoyée à la chambre à gaz. Son frère ainé Nathan a survécu.
Pivnik a été enregistré dans le camp et tatoué avec le numéro de prisonnier 135913,. Après une période d'environ deux semaines dans la zone de « quarantaine » de Birkenau, il a été affecté au Rampkommando où il a travaillé au déchargement des trains nouvellement arrivés après que les prisonniers aient été emmenés pour entrer dans le camp ou être gazés. Cela lui a donné accès à de la nourriture et des objets de valeur dans les bagages des prisonniers et il a pu l'utiliser pour se nourrir et pour soudoyer des Kapos, des surveillants de prisonniers et des dépositaires.
Le 27 décembre 1943, Pivnik a été admis à l'infirmerie des prisonniers de la zone de quarantaine KL Auschwitz II-Birkenau, B IIa, bloc 9, avec une suspicion de typhus. Il dit qu'il a survécu à plusieurs « sélections » et qu'il a été admis le 11 janvier 1944 à l'hôpital principal des prisonniers à KL-Auschwitz II-Birkenau B IIf.
Après son rétablissement du typhus, Pivnik a été sélectionné pour un travail de détail pour aller au KL Auschwitz III/ Fürstengrube, une mine de charbon où il a été affecté au détail de la construction et nommé Vorarbeiter ou surveillant. Il dit qu'au cours de son séjour à Auschwitz, il a connu de vue Otto Moll et Josef Mengele.
Le 19 janvier 1945, le camp de Fürstengrube a été évacué face à l'avancée de l'Armée rouge et les prisonniers suffisamment en forme pour se déplacer ont été, dans un premier temps, conduits vers une tête de ligne à Gleiwitz . Beaucoup de ceux qui n'étaient pas en forme ont été abattus par des gardes SS dirigés par le SS-Oberscharführer Max Schmidt. Après un voyage en train de neuf jours au cours duquel les prisonniers n'ont reçu aucune ration supplémentaire, le groupe de Pivnik est arrivé au KL Dora-Mittelbau le 28 janvier 1945. 
Il passa les trois mois suivants à des travaux de construction avant d'être évacué, avec environ 200 autres anciens prisonniers de Fürstengrube, par barge le long de l'Elbe vers Holstein, dans le nord de l'Allemagne. Au Holstein, les prisonniers ont été affectés au travail agricole, avec Pivnik lui-même envoyé travailler à la ferme des parents de Schmidt à Neuglasau, Segeberg, Schleswig-Holstein.
Début mai 1945, Pivnik et d'autres anciens prisonniers de Fürstengrube, ont été conduits au port de Neustadt d'où ils ont été chargés, le 3 mai 1945, à bord de l'ancien navire de croisière allemand Cap Arcona qui servait de navire-prison, ainsi que les navires Thielbek, Athen et Deutschland.
Quelques heures après l'embarquement de Pivnik, la flottille a été attaquée par des chasseurs-bombardiers de la Royal Air Force, le Cap Arcona et le Thielbek ont été incendiés et coulés. En tant que l'un des derniers à embarquer, Pivnik était sur un pont supérieur et a été capable de sauter du navire et finalement de nager vers la terre. Sur environ 7 000 prisonniers à bord des deux navires, pas plus de 500 ont survécu. 
Pivnik a été libéré par l'armée britannique à Neustadt le 4 mai 1945. Les mémoires de Sam Survivor – Auschwitz, The Death March and My Fight for Freedom (Rescapé. Auschwitz, la Marche de la mort et mon combat pour la liberté) ont été publiés le 30 août 2012. Il est décédé exactement cinq ans plus tard à Londres le 30 août 2017, deux jours avant son 91e anniversaire.